# Paschs malmgård

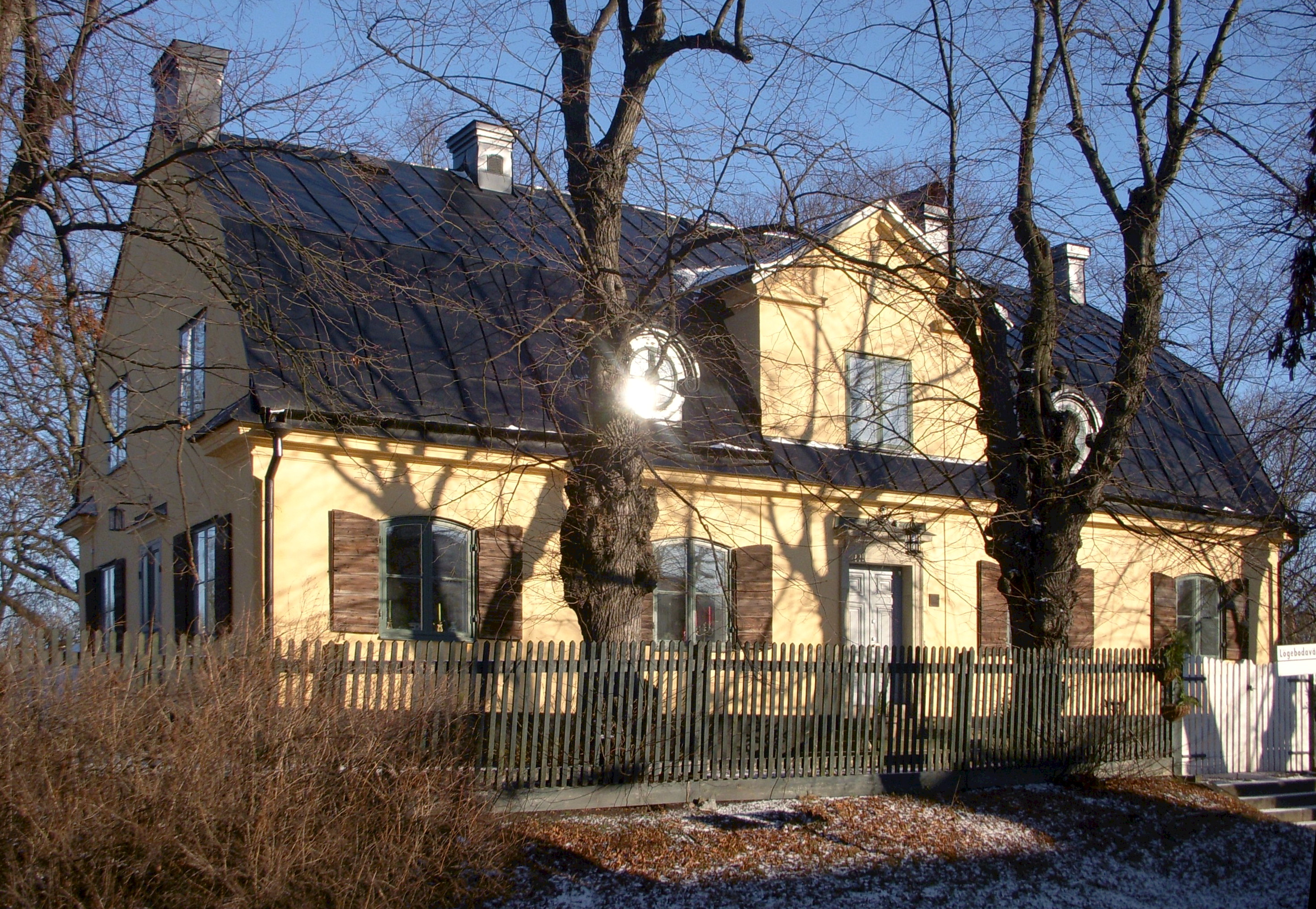
Paschs malmgård i februari 2009.

Paschs malmgård (även Paschens malmgård eller Paschens fåfänga) är en malmgård som ligger inom Bellevueparken i Vasastan, Stockholm. Gården byggdes 1757 för hovmålaren Johan Pasch.

## Historik

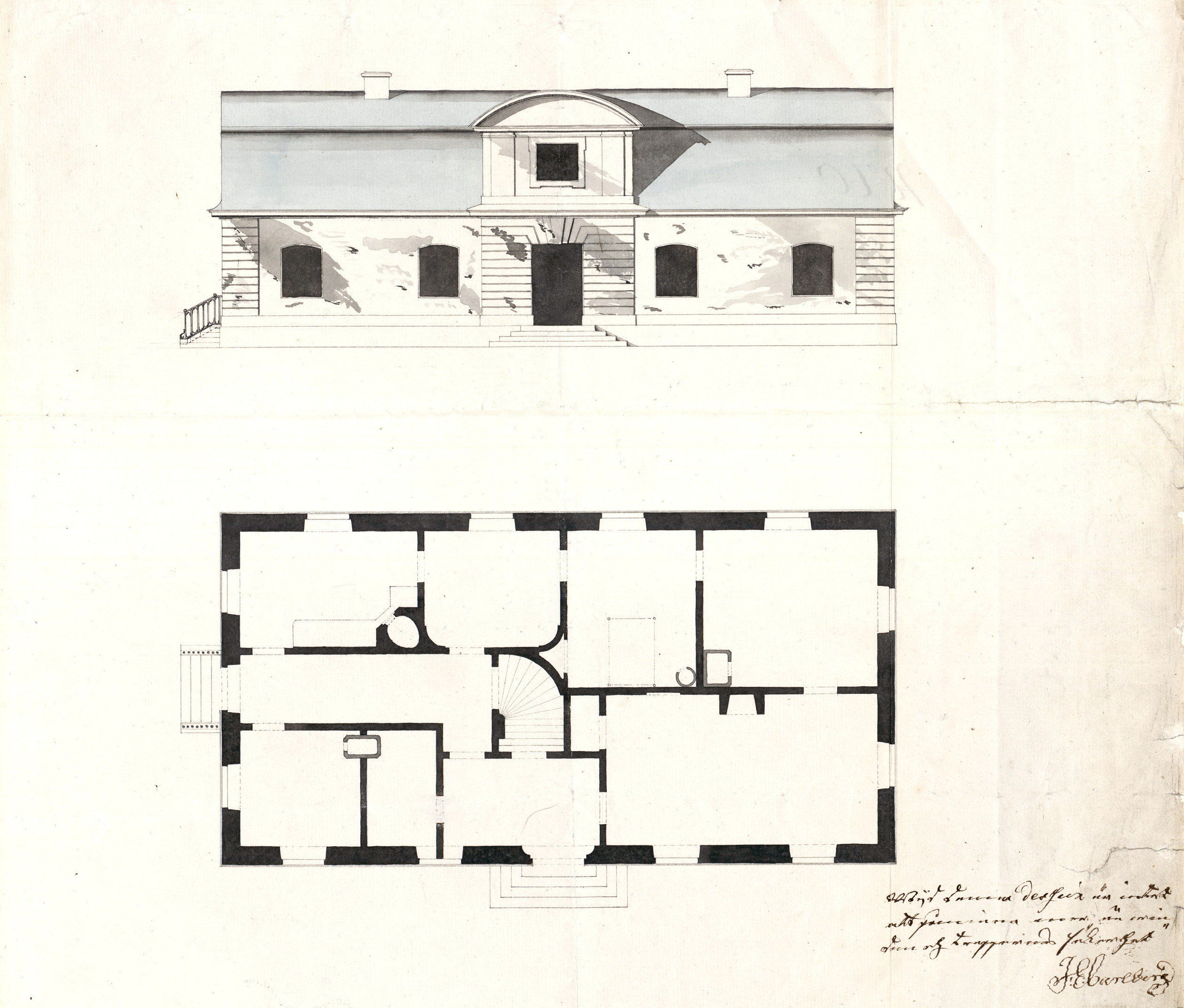
Pehr Westrells ritning, 1757.

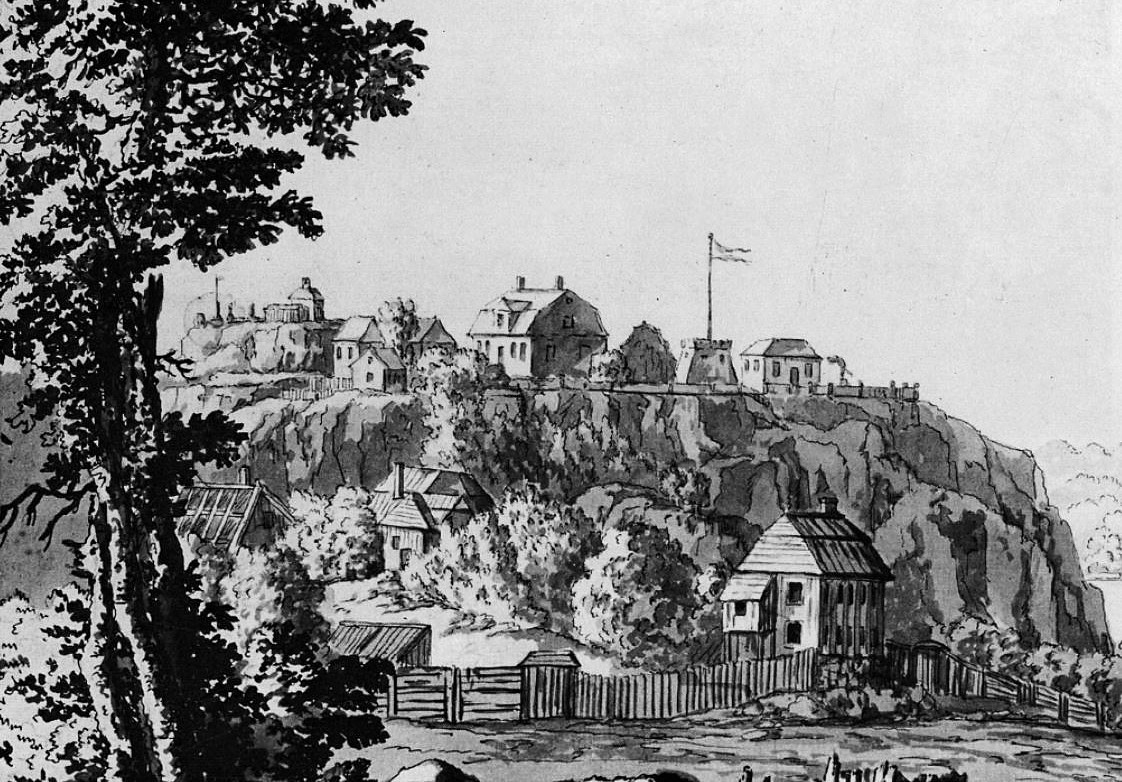
Illustration av J.P. Hackert, 1764.

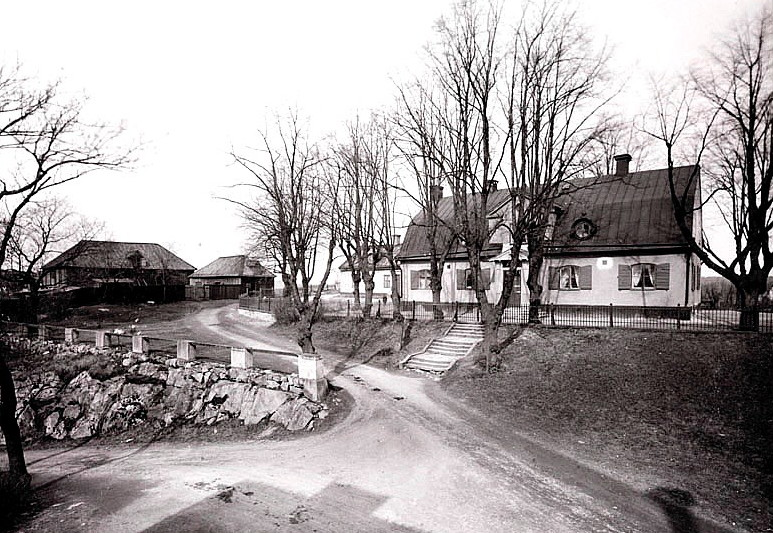
Bebyggelsen 1904.

Historien bakom malmgården på Bellevue går tillbaka till 1724, då sillpackaren Anders Olsson Wahlberg ansökte om att få arrendera “stadens utmark och bergen ytterst på Norrmalm emellan Ormträsket och Brunnsviken“.  Egendomen gick genom flera händer tills hovmålaren Johan Pasch köpte den i februari 1755.  Efter en italienresa tillsammans med vännen Jean Eric Rehn åren 1755-56 byggdes gården efter Rehns skisser i utsökt rokokostil. Murmästare Pehr Westrell den äldre:s ritning från 1757 inlämnades till stadens ämbets- och byggningskollegium den 5 april samma år och godkänd av stadsarkitekten Johan Eberhard Carlberg.
Inredningen, som inte finns kvar, var av hög klass, där fanns oljemålade tapeter, vackra dörröverstycken och fina kakelugnar. I trädgården fanns utsiktsterrasser, lusthus och en målad fontän, en kuliss och dekoration som hade inspirerats av italienresan. Här anlades även en stor köksträdgård och längs lindallén (som fortfarande finns kvar) byggdes stall, uthus, hönshus och tobakslada.
På en illustration utförd 1764 av den tyske landskapsmålaren Jacob Philipp Hackert syns stenhuset med dess brutna tak på terrassens mitt. Öster därom märks ett flaggstångs prytt brädkastell och ytterst ett panelat lusthus. Väster om huvudbyggnaden ses, delvis skymt av en liten snedställd byggnad, stallkomplexet med två sadeltakskrönta flyglar. 
Efter Johan Paschs död 1769 övertog vännen Rehn gården och förskönade den ännu mera, men han hade inte råd att behålla den utan sålde den 1782 till överståthållaren Carl Sparre. Sparre uppförde ytterligare en gård, en träbyggnad kallad “träslottet” och i Paschs malmgården “stenhuset” hamnade Sparres stora konstgalleri. Hela området kallades nu för Bellevue (sköna utsikten), sedan Fredrik Magnus Piper omgestaltade trädgården och parken i den nya modestilen; en engelsk park. Vid Sparres död köpte Gustav III Bellevue som blev kronans egendom och sommarnöje för de kungliga och deras gäster.
I början av 1800-talet stod byggnaden tom och på 1830-talet flyttade silkesmaskar in i huset. Det var “Sällskapet för inhemsk silkesodling” som övertog malmgården och planterade även mullbärsträd i trädgården. Projektet lades ner 1890, det hade inte varit någon större succé.
Efter silkesmaskar kom “Handarbetets vänner” och på 1930-talet användes malmgården av Stockholms fattigvård för ogifta mödrar. Efter andra världskriget blev det ett barnhem för finska barn då drogs även vatten och avlopp in och 1950 kom elektricitet in i huset. Sedan 2006 är “Bellevue Festvåning & Konferens” i byggnaden.

## Kulturhistorisk klassificering
Malmgårdens bebyggelse, som består utöver huvudbyggnaden med flygeln av stallet och det så kallade Träslottet är blåklassad av Stadsmuseet i Stockholm, vilket innebär att bebyggelsens kulturhistoriska värde av stadsmuseet anses motsvara fordringarna för byggnadsminnen i Kulturmiljölagen. Stallbyggnaden restaurerades 2015 i samband med upprustningen av Bellevueparken.

## Bilder

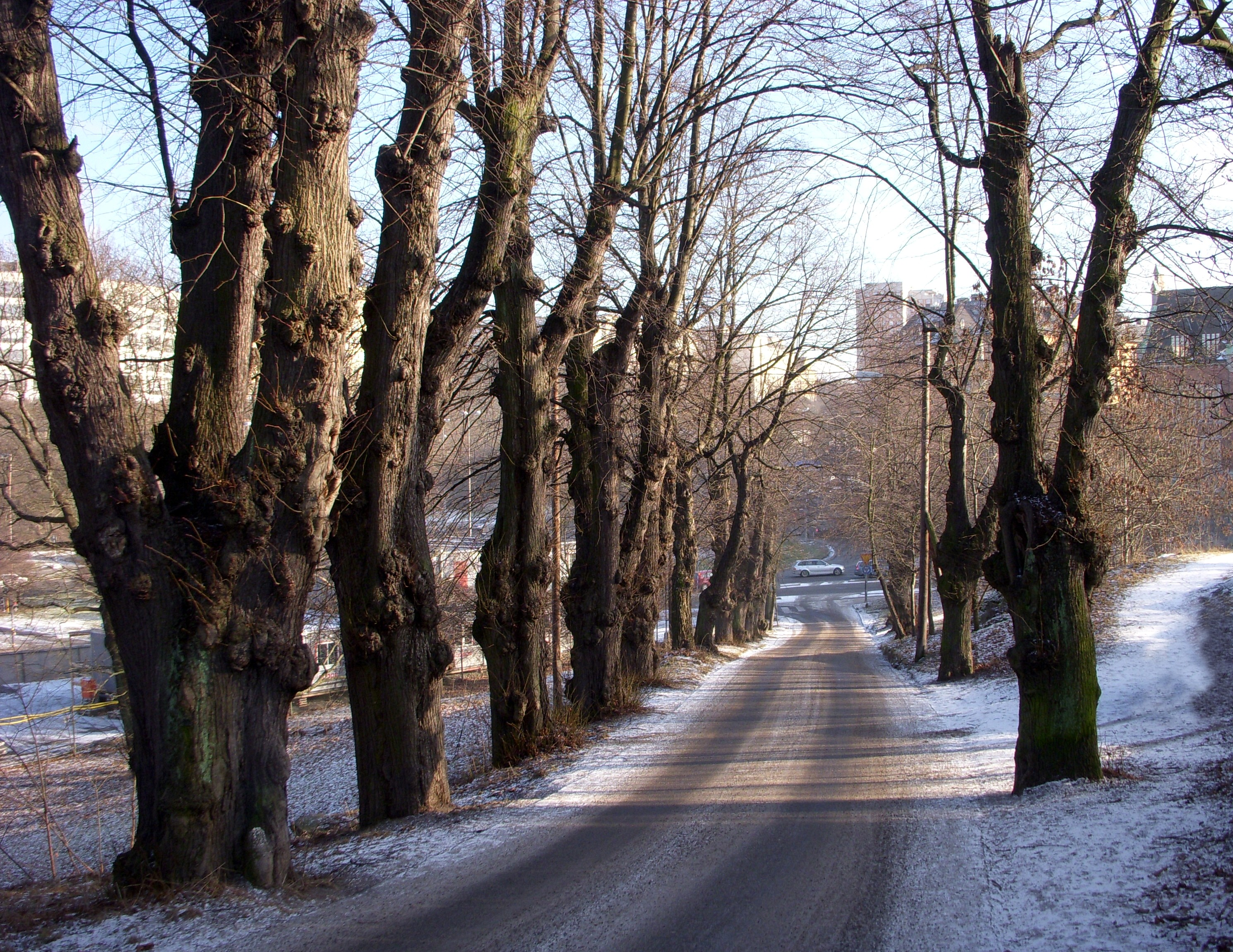
Lindallén
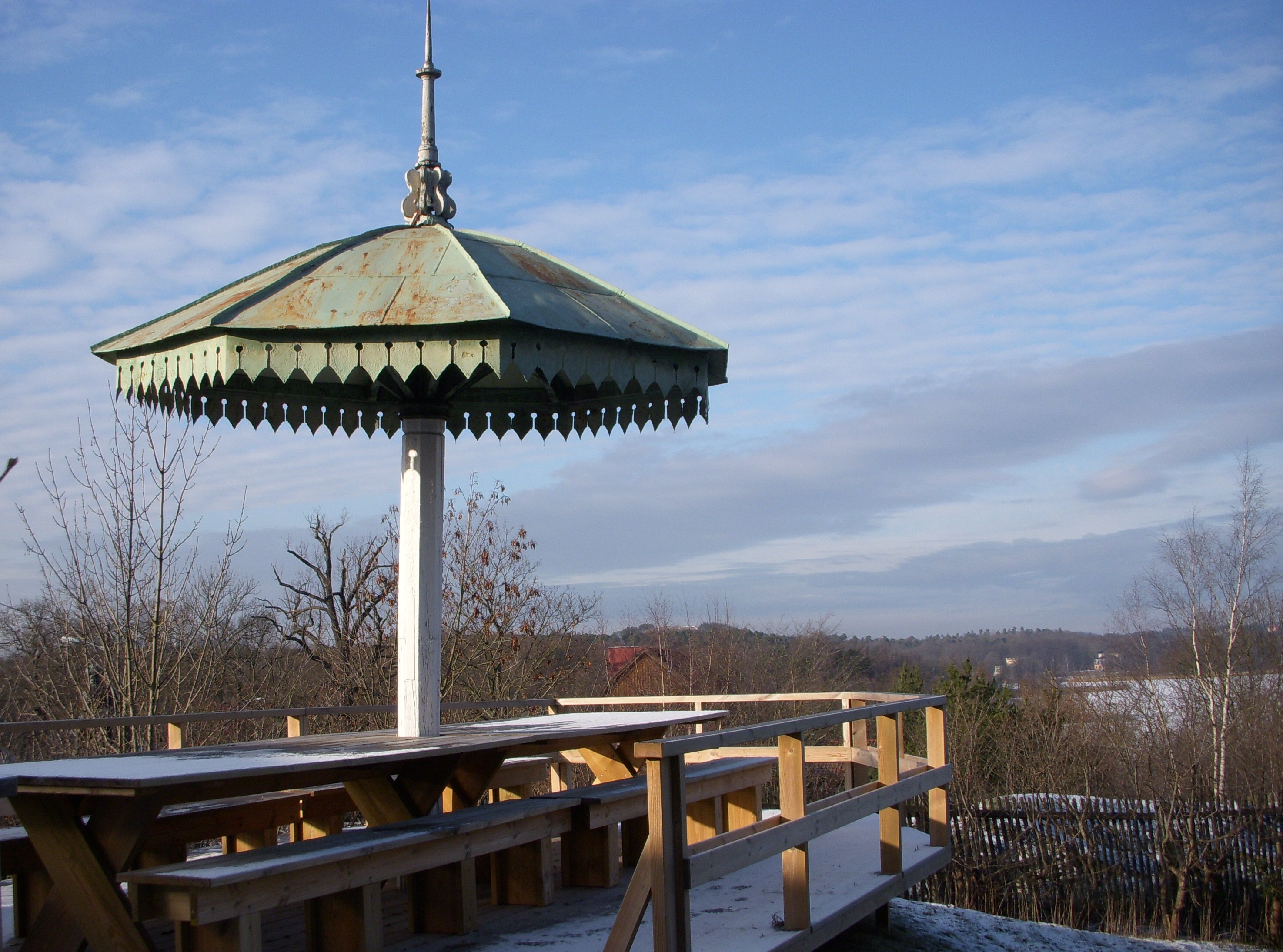
Pipers parasoll
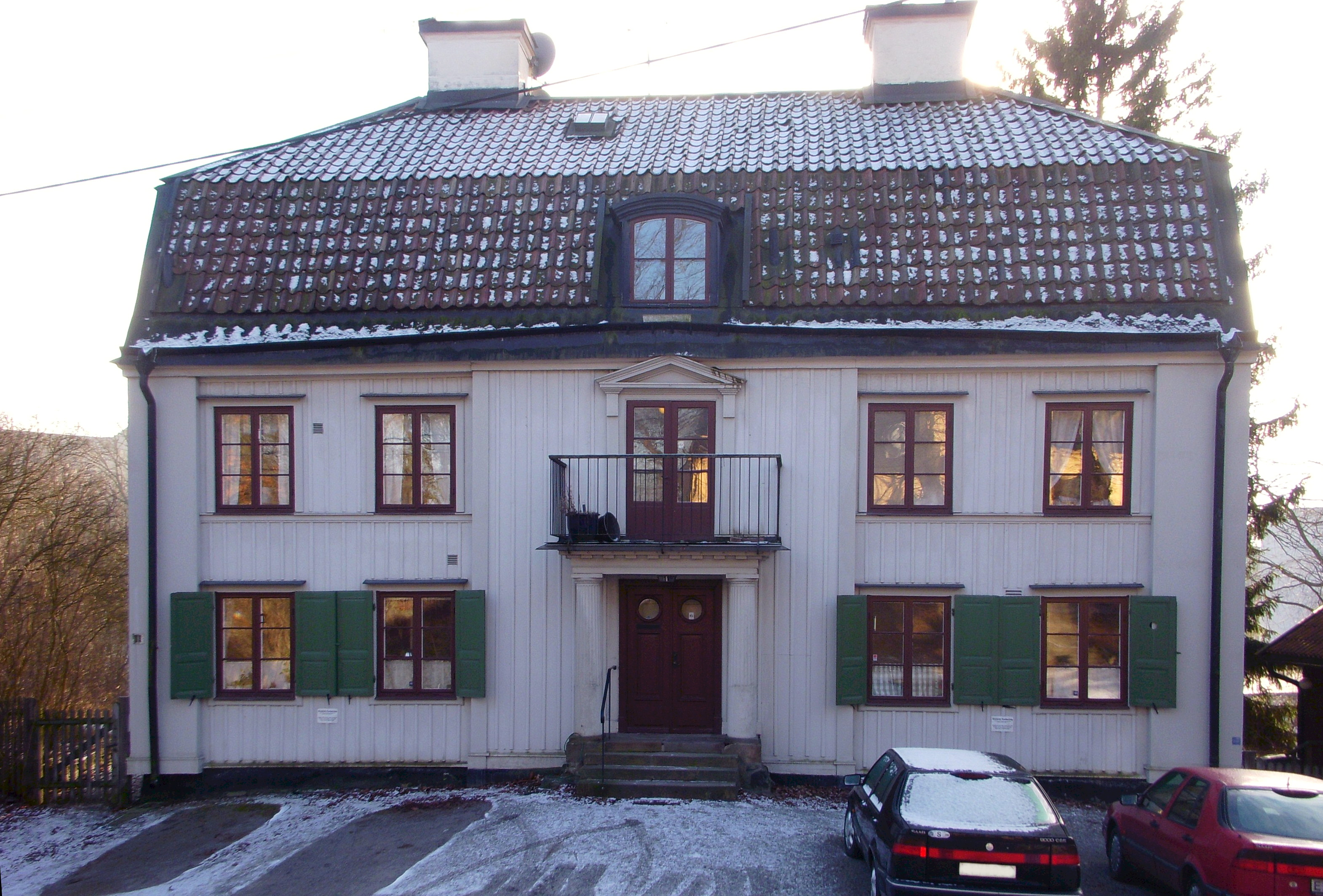
Sparres Träslott
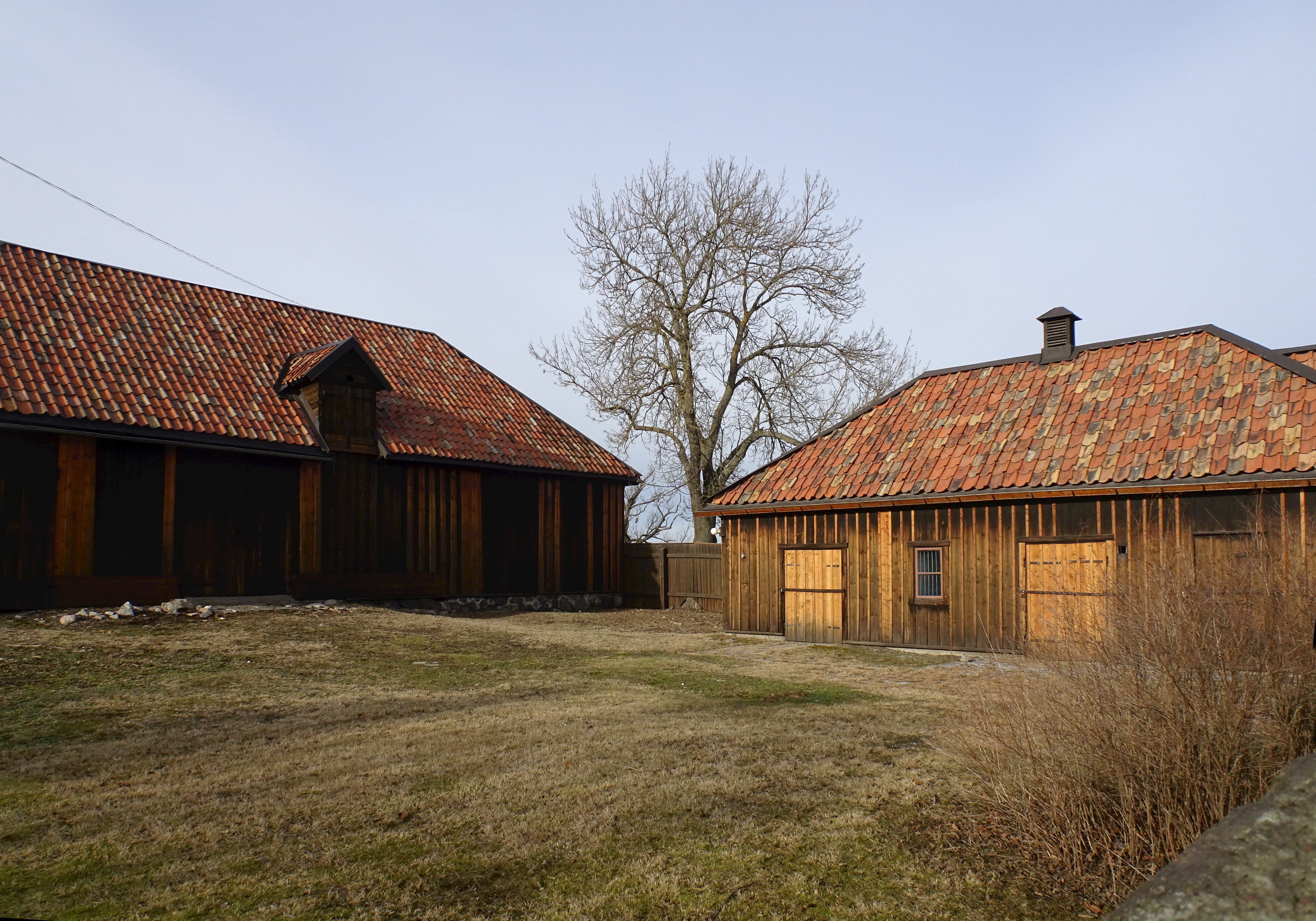
Stallbyggnaderna
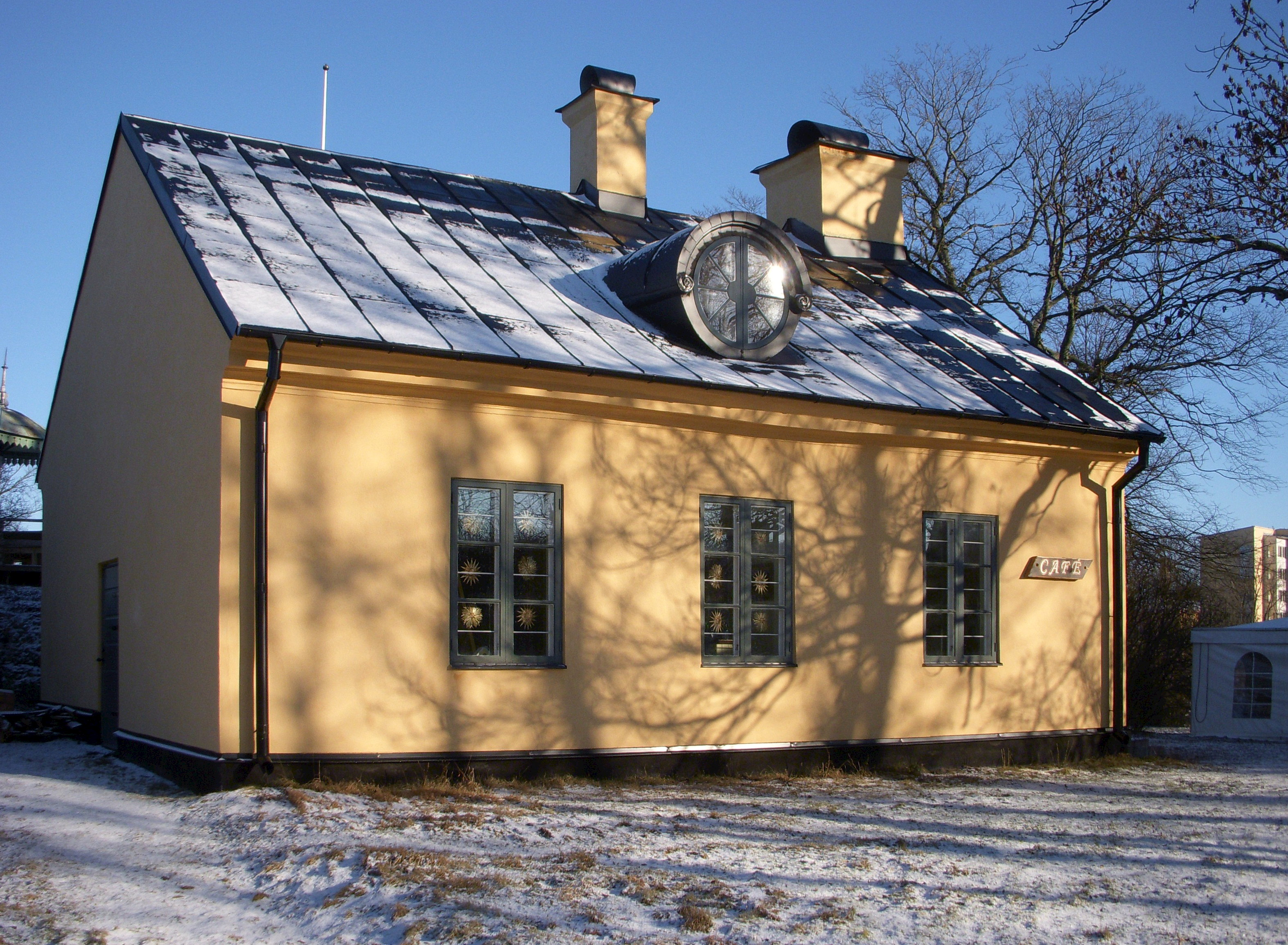
Flygelbyggnad